# 연립방정식
연립방정식(simultaneous equation)  또는 방정식계(system of equations, equation system)란 방정식의 일종으로, 2개 이상의 미지수를 포함하는 방정식의 조를 연립방정식이라고 한다.
연립방정식은 일반적으로 대입법과 가감법을 이용해서 특정 문자들을 소거함(같은 문자들을 서로 지우는 것)으로써, 식을 간편하게 바꾸어서 해를 구한다.
연립방정식은 미지수의 개수, 미지수의 최고 차수를 분류 기준으로 삼아서, 그 연립방정식의 이름을 정의한다. 미지수의 개수가 {\displaystyle n}개이고, 최고 차수가 {\displaystyle m}일 때, 그 연립방정식을 {\displaystyle n}원 {\displaystyle m}차 연립방정식이라고 한다.

## 같이 보기
- 연립 일차 방정식
- 연립이원이차방정식